# Истман, Эрнест
Теофилус Эрнест Истман (англ. Theophilus Ernest Eastman, 27 марта 1927, Монровия, Либерия — 28 февраля 2011, там же) — либерийский дипломат и государственный деятель, министр иностранных дел Либерии (1983—1986).

## Биография
Был потомком иммигрантов из стран Карибского бассейна, которые в 1865 г. были перевезены из Барбадоса в Либерию и Сьерра-Леоне. Его родители жили в условиях крайней бедности. Во время обучения в колледже он стал лучшим учащимся года, что дало ему право получать стипендию; Истман поступил в университет системы Лиги плюща, при Колумбийском университете. Однако, после получения степени бакалавра в 1957 г. по финансовым соображениям ему пришлось вернуться в Либерию.
Он поступает на дипломатическую службу. На этот период пришлось обретение многими странами континента независимости. Истман отвечал за участие делегации своей страны в первых панафриканских совещаниях: Всеафриканской народной конференции в Аккре (1958) и первом заседании Организации африканского единства в Аддис-Абебе в 1963 г.
С 1960 г. являлся послом Либерии в Кении, Танзании и Уганде, а затем с 1973 г. — в Японии и Китае.
- 1977—1983 гг. — генеральный секретарь Союза реки Мано.
- 1983—1986 гг. — министр иностранных дел в администрации президента Доу. На этом посту ему пришлось противодействовать усиливающейся международной изоляции страны. Затем — председателем наблюдательного совета железнорудной кампании Bong Mining Company до своего увольнения в 1990 г. пришедшим к власти в результате военного переворота Национальным патриотическим фронтом Либерии.